# Rio Piriá (vattendrag i Brasilien, Pará, lat -1,17, long -46,25)
Rio Piriá är ett vattendrag i Brasilien.   Det ligger i delstaten Pará, i den nordöstra delen av landet, 1 600 km norr om huvudstaden Brasília.
Omgivningarna runt Rio Piriá är en mosaik av jordbruksmark och naturlig växtlighet. Runt Rio Piriá är det glesbefolkat, med 19 invånare per kvadratkilometer.